# Thiomersal
Le thiomersal est un composé chimique organomercuriel, de formule C9H9HgNaO2S, composé approximativement de 49 % de mercure (en masse, le restant étant composé d'acide thiosalicylique). Cet éthylmercure synthétisé en 1926 par Morris Selig Kharasch (qui en obtint le brevet en 1928) est un biocide surtout utilisé comme antibactérien et comme fongicide. Les producteurs de vaccins ont notamment utilisé du thiomersal comme agent conservateur dans les vaccins à partir des années 1930. À la fin des années 1990, en raison de préoccupations concernant la possibilité d'effets secondaires graves, les autorités sanitaires américaines et européennes se sont engagées à éviter le recours au thiomersal dans les vaccins.
Les analyses des études épidémiologiques effectuées tant par l'Organisation mondiale de la santé (OMS) en 2006 et 2008, la Food and Drug Administration (FDA), l'Agence européenne des médicaments (EMEA) en 2007 et l'Agence française du médicament (Afssaps) en 2009, convergent pour considérer que l’existence du risque neurologique n’est pas établie. Précisant toutefois que ces mêmes études épidémiologiques ne permettent pas d'écarter un tel risque, l'Afssaps conclut que le bénéfice de l’utilisation des vaccins contenant du thiomersal reste très largement supérieur au risque qu'ils pourraient représenter.

## Identification
Le thiomersal est également parfois nommé thimerosal, Merthiolate, mercurothiolate sodique, sodium éthyl mercurothiosalicylate (sodium ethylmercurithiosalicylate pour les anglophones) et éthylmercurithio 2 benzoate de sodium.
La dénomination commune internationale est « thiomersal ».
C'est un organomercuriel comme la merbromine (Mercurochrome), le chlorure mercurique, le mercurobutol, le mercurothiolate d'olamine, le phenylmercure borate, le phenylmercure nitrate et le acétate de phénylmercure (en).

## Histoire

### Découverte
Morris Selig Kharasch synthétise une substance qui n'est pas encore appelée thiomersal en 1926. En 1927, il dépose pour ce produit désigné alkyl mercuric sulfur compound (ce qui peut se traduire en thiocomposé alkylmercurique) un brevet qui lui sera accordé en 1928.
La compagnie pharmaceutique ELC (Eli Lilly and Company), qui avait contribué à financer ces recherches, le commercialise sous le nom de marque déposée Merthiolate à partir de 1928.
En 1929, les laboratoires Eli Lilly mettent le merthiolate à disposition de l'Indiana General Hospital, alors confronté à une épidémie de méningite à méningocoques. Les propriétés germicides du merthiolate n'ont pu venir à bout des méningocoques : tous les patients meurent de méningite. Cet échec thérapeutique, tel que rapporté par K.C. Smithburn et al contribuera toutefois à établir l'innocuité du thiomersal puisqu'il fut observé qu'aucun des patients n'eut à souffrir de l'administration de ce produit
Powell HM et Jamieson WA., deux chercheurs des laboratoires Eli Lilly, publièrent en 1931 un article établissant l’innocuité du thiomersal.
La même année, ils font savoir que le Merthiolate est, même à faible dose, un agent de conservation de vaccins qui a l'avantage sur le phénol et le crésol de ne pas en affecter l'efficacité.
En 1932, Kharasch, qui a observé certains effets irritants du Merthiolate mais aussi son instabilité chimique (il se décompose facilement en radicaux libres) dépose un brevet portant sur une forme améliorée du composé. En 1935, soucieux de garantir les propriétés germicides du merthiolate, diminuées par sa tendance à se décomposer, il dépose un autre brevet.
En 1932, Homer Hopkinson Marks, avec d'autres chercheurs des laboratoires Eli Lilly, publie Merthiolate as a Skin Disinfecting Agent.
En 1937, Powell et Jamieson, se basant sur leurs travaux ainsi que sur ceux d'autres chercheurs, confirment toutefois sans réserve les propriétés germicides du merthiolate Cette caractéristique offrit une réponse aux exigences formulées par la Commission Royale Britannique qui avait enquêté sur le drame de Bundaberg.
Le thiomersal n'est pas affecté par le Federal Food, Drug and Cosmetic Act qui octroie depuis 1938 à l'agence fédérale de nouvelles prérogatives : sur la base de l'expérience alors accumulée, la FDA ne juge pas nécessaire de demander à Eli Lilly d'études supplémentaires confirmant l'innocuité de leur produit.

### Développement
Les plasmas sanguins utilisés pendant la Seconde Guerre mondiale contenaient pour la plupart du thiomersal à des fins de conservation.
En 1956 est identifiée au Japon la maladie de Minamata - impliquant du méthylmercure - qui marqua profondément les autorités sanitaires mondiales.
En 1957, Eli Lilly met au point l'Elcide 70, un fongicide liquide composé à 6 % de thiomersal. Eli Lilly mettra aussi au point l' Elcide 73 (constitué à 12 % de thimerosal) et l' Elcide 75.
En janvier 1968, aux États-Unis, une réglementation (21 CFR 610.15(a)) impose expressément le recours à un conservateur pour les vaccins multidoses.
En 1971, près de cinq cents Irakiens meurent d'avoir consommé des grains enrobés d'un insecticide à base de méthylmercure (et non d'éthylmercure comme le thiomersal).
En 1974, Eli Lilly cesse de produire du thiomersal, tout en maintenant des accords de licence. Au milieu des années 1980, Eli Lilly avait cessé toute commercialisation de thiomersal sous quelque forme que ce soit. D'autres sociétés continuent d'en produire.

### Des questions émergent
En 1972, la FDA met en place un processus d'évaluation de tous les médicaments disponibles en vente libre (Over-The-Counter/OTC Review). En 1974, la FDA lance l'évaluation de ceux de ces médicaments à base de mercure. Cela aboutit à un premier rapport en 1980 qui concerne diverses solutions ophtalmiques, mais aussi dans les couches culottes, les contraceptifs vaginaux. Le thiomersal y fait l'objet d'une évaluation négative dans ses emplois en médecine topique. Y est également rappelée la réversibilité de son action bactériostatique. À l'issue de ce rapport, aucune décision n'est prise concernant la distribution des dix-huit produits examinés ; le rapport n'incite pas non plus la FDA à évaluer les autres préparations contenant du thiomersal. En 1981, un article colligeant les effets toxiques du thiomersal dans ses utilisations topiques sera une incitation supplémentaire pour la FDA à réglementer ces médicaments topiques ; après plusieurs projets, la FDA n'exigera le retrait du mercure de certaines de ces préparations qu'en 1998.
Au cours des années, différents articles signalant des problèmes liés au thiomersal présent dans les immunuglobulines[réf. non conforme] et les vaccins, appellent parfois au remplacement de cette substance. Pour ce qui est des vaccins, ce sont des complications d'hypersensibilité qui sont relevées (et non des soucis d'ordre neurologique comme invoqués plus tard),[réf. non conforme],[réf. non conforme]. Par ailleurs, tandis qu'un auteur soviétique alertera par plusieurs articles sur la toxicité du thiomersal, d'autres auteurs signaleront les faiblesses de ses propriétés bactériostatiques dans les vaccins,.
En 1992, la Suède et le Danemark proscrivent l'ajout de thiomersal dans les vaccins.
En octobre 1996, le Committee for Veterinary Medicinal Products de l'EAEMP[Quoi ?] émet ses recommandations concernant le thiomersal et le timerfonate (sulfo-merthiolate, C8H9HgNaO3S2)[réf. non conforme].

### Controverse
Le 21 novembre 1997, le Président Clinton promulgue le FDAMA 1997 (Food and Drug Administration Modernization Act of 1997) qui est une réforme majeure de cette administration. Le paragraphe 413 de cette loi, reprenant un amendement proposé antérieurement par le représentant Frank Pallone, fait obligation à la FDA d'enquêter – en l'espace de deux ans, soit avant fin novembre 1999 – sur la quantité de mercure dans les aliments et les médicaments. L'enquête est effectuée par le Dr Leslie Ball, pédiatre employée à la FDA et par son mari et collègue du CBER, le Dr Robert Ball. De cette large enquête, un point alerte les experts fédéraux en mai 1999 : une minorité d'enfants était susceptible de recevoir 187,5 µg d'éthylmercure pendant leurs premiers six mois de vie, ce qui excédait le niveau d'exposition – pour un individu adulte – maximal reconnu par l'Environmental Protection Agency pour le méthylmercure (les scientifiques se basèrent sur le méthylmercure faute de disposer alors de connaissances suffisamment étendues sur l'éthylmercure).
De multiples réunions, qui se tinrent d'ailleurs en des lieux permettant d'échapper à l'obligation légale de publication des délibérations, donnèrent lieu à des échanges parfois tendus entre les différentes autorités impliquées qui étaient partagées quant à la décision à prendre. Ainsi le Dr Neal Halsey, alors directeur de l'Institute for Vaccine Safety, et qui dans ses précédentes fonctions avait été un ardent promoteur de l'augmentation du nombre de vaccinations, très surpris autant qu'inquiet de l’absence quasi totale de données pharmacologiques et cliniques concernant le thiomersal, souhaitait que les autorités appellent publiquement à l'adoption de vaccins sans thiomersal pour les enfants de moins de six mois. Un compromis, élaboré à la dernière minute la veille du 4 juillet, trancha l'épineuse question du vaccin antihépatite B (que l'AAP voulait retarder, ce dont s'inquiétait la CDC). Enfin, le 7 juillet, l'AAP et le CDC publient chacun simultanément une déclaration, qui ne diffèrent l'une de l'autre que par la forme.
En avril 1998, le Comité des médicaments à usage humain (CPMP) de l'EMEA décide lui aussi d'évaluer la balance bénéfice/risque des médicaments contenant du thiomersal.
Le 19 octobre 1998, la FDA règlemente l'usage des composés mercuriels – dont le thiomersal – en médecine topique.
Le 19 avril et le 17 mai 1999, des réunions de travail réunissent, dans les locaux de l'EMEA, le CPMP et des représentants de la FDA, de l'OMS, de la Pharmacopée européenne et des laboratoires. Le CPMP émet ses recommandations le 29 juin 1999. Sur cette base, l'EMEA rend publique sa position le 8 juillet suivant.
Le 7 juillet 1999, par simple mesure de précaution, et à la suite de l'inquiétude soulevée par cette question, l'AAP (Académie Américaine de Pédiatrie) et la PHS (Public Health Service), rejointes en fin d'année par l'American Academy of Family Physicians (AAFP), publient un communiqué commun appelant les fabricants de vaccins à réduire ou éliminer dès que possible le thimerosal des vaccins (le 8 juillet 1999, l'EAEMP – qui prendra en 2009 le nom d'Agence européenne des médicaments – préconise de promouvoir l'utilisation de vaccins ne contenant pas de thiomersal chez les nourrissons et les jeunes enfants).
Au Congrès, le House Committee on Government Reform, dirigé par Dan Burton, lance alors une enquête sur les dangers du thiomersal dans les vaccins.
Le 19 novembre 1999, le rapport final de la FDA paraît au Federal Register/Journal Officiel sous le titre « Mercury Compounds in Drugs and Food ». 

En juin 2000, l'Advisory Committee on Immunization Practices (ACIP) se joint à ces institutions dans un autre communiqué commun, actualisant le précédent.
Les 7-8 juin 2000, se tient à Simpsonwood (Georgie) une conférence intitulée Scientific Review of Vaccine Safety Datalink. Elle réunit des responsables du CDC et des laboratoires afin d'examiner les résultats préliminaires d'une étude effectuée par le Dr Thomas Verstraeten, montrant une corrélation entre le thiomersal et les troubles neurologiques, dont l'autisme. Destiné à préparer la politique officielle, le contenu de cette conférence qui devait rester confidentiel arrive en 2001, par une procédure de FOIA, à la connaissance de l'advocacy group « Safeminds », qui le rend public. L'étude finale de Verstraeten sera publiée en novembre 2003 dans le journal Pediatrics ; retravaillée, intégrant d'autres données, elle ne montrait plus de corrélation ; les données sur lesquelles elle se fondait ont été déclarées « perdues ».
Le 4 juillet 2000, l'EAEMP rappelle sa décision du 8 juillet 1999. Le même jour l'Afssaps demande le retrait du thiomersal des vaccins, et ce dans les mois suivants.
En avril 2001, un article de S. Bernard relance la controverse sur les liens entre autisme et exposition au thiomersal. En mai paraissent les résultats des travaux de  Leslie et Robert Ball dans Pediatrics.
Le 26 avril 2001, l'EMEA s'exprime (CPMP/BWP/2517/00 Points to consider on the reduction, elimination, or substitution of thiomersal in vaccines).
Le 1er octobre 2001, l'Institute of Medicine  (IOM) produit un rapport sur le sujet. L'IOM, qui ne tranche ni en faveur ni en défaveur d'un lien de causalité, se limitant à juger l'hypothèse d'un lien « biologiquement plausible » (biologically plausible), appelle à plus de recherches.
Les 22-23 juin 2002, le Comité consultatif mondial sur la Sécurité des Vaccins donne la position de l'OMS.
Après les attentats du 11 septembre 2001, les États-Unis, s’apprêtant à faire face à des attaques bioterroristes, notamment à l'anthrax ou à la variole, prennent des dispositions drastiques pour assurer leur sécurité. Le 25 novembre 2002 est voté, tard dans la nuit, le HomeLand Security Act dont quatre paragraphes – sections 1714-1717; véritables cavaliers législatifs – prévoient de limiter les recours contre les producteurs de vaccin en cas d'accident vaccinal ; cette disposition avait pour objectif de protéger Eli Lilly des nombreux procès auxquels cette société était confrontée à propos du thiomersal (les vaccins contre l'anthrax et la variole ne contenaient pas de thiomersal). Le 20 février 2003 toutefois, une loi (Public Law 108-7, imprécisément dénommée Omnibus Appropriation Act, et plus exactement Consolidated Appropriations Resolution, 2003) viendra supprimer les dispositions des paragraphes 1714-1717.
En mars 2003, un article de Pediatrics réfute l'article de Bernard de 2001.
En mai 2003, le sénateur de l'Indiana, Dan Burton, qui préside le Subcommittee on Human Rights and Wellness Committee on Government Reform  rend son rapport intitulé Mercury in medecine – Taking unnecessary risks.
En 2003, UK Committee on Safety of Medicine déclare : « Il n’existe aucune preuve de dommage causé par la présence de thimerosal dans des vaccins, à l’exception de réactions d’hypersensibilité (comme des réactions allergiques cutanées). Il n’existe aucune preuve de lien entre l’hypersensibilité et le développement de l’autisme ».
En 2003, soulignant les faiblesses d'un article évoquant des désordres neurodéveloppementaux et cardiaques en lien avec une exposition au thiomersal, paru dans le Journal of American Physicians and Surgeons, l'OMS rappelle ses recommandations.
Le 1er novembre 2003 paraît finalement l'article de Verstraeten examiné lors de la conférence de Simpsonwood. L'article qui reconnaît en introduction l'ignorance des médecins concernant l'effet sur les humains de l'administration parentérale – et plus spécifiquement vaccinale – de thiomersal, faute d'y avoir jamais consacré d'études, ce qui a précisément justifié son travail épidémiologique, ne peut conclure quant à une corrélation entre l'exposition au thiomersal et les troubles neurodéveloppementaux (notamment autisme et troubles du langage). Par précaution, vu l'importance de l'enjeu, et conscient des limites inhérentes à son travail, l'auteur appelle à des études supplémentaires. La différence existant entre les conclusions de 2000 et celles de 2003 nourrit une controverse aux États-Unis où, par exemple, le sénateur et médecin Dave Weldon écrit publiquement à la directrice du CDC pour lui demander des explications.
Le 24 mars 2004, l'EMEA, sur la base de nouvelles études épidémiologiques, mais aussi sur celle d'une meilleure connaissance de la vitesse d'excrétion de l'éthylmercure, conforte le thiomersal (« Des données récentes tendent à confirmer la sécurité des vaccins contenant du thimerosal ») tout en appelant à sa disparition progressive des vaccins.
À la suite de la controverse suscitée par la différence existant entre les conclusions de 2000 et celles de 2003, Verstraeten s'exprime dans Pediatrics, en avril 2004 ; il s'étonne que son étude de 2003 ait été comprise, par beaucoup, comme attestant d'une absence de corrélation ; il renouvelle sa conclusion : son étude ne peut ni prouver l'existence d'une corrélation ni prouver son absence ; c'est pourquoi, en 2004, il appelle encore à des études supplémentaires).
Le 18 mai 2004 l'IOM affirmant, sur la base d'études épidémiologiques, que « les données semblent indiquer qu'il n'y aurait pas de relation de cause à effet entre les vaccins contenant du thiomersal et l'autisme », n’appelle plus à des recherches supplémentaires et considère le débat clos,. Cette prise de position, qui prévaut jusqu'à aujourd'hui, a été critiquée sur deux points : d'abord elle donnerait trop de poids aux observations effectuées dans des pays où prévaudrait une moindre exposition qu'aux États-Unis ; d'autre part, l'étude, s'est cantonnée à l'évaluation du risque par rapport à l'autisme à l'exclusion de tout autre effet moins facilement objectivable. Parant à cette dernière objection, le CDC s'engage à étudier chez des enfants de 7 à 10 ans l'effet d'une exposition au thiomersal sur l'acquisition du langage, la coordination motrice et le QI.
En 2004, la polémique reprend aux États-Unis quand la CDC, instituant – au printemps 2004 – la vaccination antigrippale, refuse de recommander des vaccins antigrippaux sans thiomersal (Sanofi Pasteur, à l'époque le seul producteur de vaccin antigripal pour les enfants de moins de deux ans, produisait presque tous ses vaccins en multidose nécessitant l'adjonction d'un agent antibactérien. Faute d'encouragement émanant des autorités, la filière sans thiomersal n'a pas pu être suffisamment développée par Sanofi Pasteur). En réaction à cette prise de position, différents états adoptent une législation interdisant purement et simplement l'usage du thiomersal. La Californie est le premier État à adopter une telle législation. Elle est suivie de l'État de Washington, de celui de New York, de l'Iowa, de l'Illinois, du Missouri et du Delaware.
En février 2005, le Los Angeles Times publie un mémo datant de 1991 dans lequel, Dr Maurice R. Hilleman fait part de ses préoccupations à ses correspondants des laboratoires Merck pour lesquels il travaillait. Le même article du Times révèle également que Merck continua à distribuer des vaccins pédiatriques contre l'hépatite B contenant du thiomersal jusqu'en octobre 2001. Les laboratoires ayant largement communiqué à propos du nouveau vaccin sans thiomersal qu'ils avaient lancé en septembre 1999, cette manière de faire fut qualifiée de trompeuse ; Merck se justifia en invoquant son souçi de garantir la couverture vaccinale.
En janvier 2007, le CHMP (Committee for Medicinal Products for Human Use) de l'EMEA actualise sa position.
Le 27 septembre 2007, paraissent dans le New England Journal of Medicineles résultats d'une étude épidémiologique qui ne trouve pas de corrélation entre une exposition précoce au thiomersal et les affections neuropsychologiques (l'autisme n'a pas été considéré dans cette étude). Les conclusions de l'AFSSAPS de 2009 s'appuient notamment sur cette étude.
En 2010, un article de Christofer S. Price et al. conclut que l'exposition des fœtus et des nouveau-nés à l'éthylmercure n'est pas corrélé à un risque accru de troubles du spectre autistique.
Auditionné en novembre 2012 par le Congrès, le Dr Coleen Boyle, représentant le CDC, rappelle l'absence de lien entre l'autisme et le thiomersal vaccinal.
En 2025 aux États-Unis, un groupe d'experts nommés par Robert Kennedy Jr, connu pour ses positions vaccinosceptiques, prend position contre le thiomersal. L'OMS rappelle « qu'il n'y a pas de preuves que l'utilisation du thiomersal représente un risque pour la santé ».

## Usages
Le thiomersal est un biocide surtout utilisé comme antibactérien et fongicide. C'est un agent conservateur de certains médicaments (préparation d'immunoglobulines, produits de soins ophtalmiques ou nasaux), tests antigènes de diagnostics d'allergies, antivenins, encres de tatouages et vaccins pour allonger leur durée de conservation en évitant que ne s'y développent certains microbes ou champignons. La FDA en a établi la liste en 2006[réf. non conforme].
Il a notamment été utilisé pour les vaccins multidoses injectables afin de prévenir des effets sérieux tels qu'une contamination par des Staphylococcus (qui ont infecté en 1928, à Bundaberg, 12 enfants sur 21 à la suite de l'inoculation d'un vaccin anti-diphtérie ne contenant pas de conservateur.
Seuls les vaccins à virus inactivés et les anatoxines ont pu contenir du thiomersal ; les vaccins à virus vivants atténués n'en ont jamais contenu.
Contrairement à d'autres conservateurs de vaccins utilisés à l'époque, le thiomersal ne réduit pas l'efficacité des vaccins. Des bactériostatiques comme le thiomersal ne sont pas nécessaires dans les vaccins distribués en doses individuelles (plus chers).
En plus de ses propriétés antiseptiques, le thiomersal a également un effet stabilisant sur les vaccins[réf. non conforme] et antigénique[réf. non conforme]. Le thiomersal n'est pas utilisé comme adjuvant, du moins dans les vaccins américains[réf. non conforme].
Les flacons de vaccins entamés ne contenant pas d’agent de conservation doivent être jetés six heures après leur ouverture ou à la fin de la séance de vaccination, si cette séance dure moins de six heures. La présence d’un agent de conservation approprié signifie que des flacons multidoses entamés peuvent être conservés et utilisés lors de séances de vaccination ultérieures (Déclaration de politique générale de l’OMS, 2000). Les flacons monodose nécessitent un espace d'entreposage frigorifique nettement plus important ainsi qu'une augmentation des capacités de transport.

## Dans le monde
Aux États-Unis, dans les pays européens, et dans quelques autres pays, le thiomersal n'est plus utilisé comme conservateur dans les vaccins utilisés habituellement pour la vaccination des enfants avec une seule exception aux États-Unis, pour quelques formulations de vaccins anti-grippaux saisonniers à virus inactivés destinés à des enfants de plus de deux ans.

D'autres vaccins (non utilisés en routine) peuvent dans ces pays contenir du thiomersal, même pour de jeunes enfants, aux États-Unis (dont le DT (diphtérie et tétanos), le Td (tétanos et diphthérie), et le TT (tétanos toxoid).
D'autres vaccins peuvent en contenir des traces issues de différentes étapes du processus de fabrication.
Des traitements rares (et devant donc être longtemps conservés) contre les morsures de vipères, serpent corail ou d'autres espèces venimeuses en contiennent aussi.
Hors de l'Amérique du Nord et de l'Europe, de nombreux vaccins contiennent encore du thiomersal, l'OMS ayant en 2006 estimé ne pas avoir de preuves de toxicité du thiomersal aux doses utilisées dans les vaccins et à l'absence de raisons de changer les seuils de sécurité pour ce produit.
En France, par précaution, depuis 2000, l'AFSSAPS a demandé le retrait du thiomersal de tous les vaccins.
En 2009, on ne trouve plus de thiomersal dans les vaccins distribués en France, à part dans le vaccin Jevax (vaccin en ATU) contre l'encéphalite japonaise et dans le vaccin Spirolept contre la leptospirose.
En 2006, le Parlement Européen déclare, après avoir considéré la situation au Danemark et Grande-Bretagne : « La situation, s'agissant de l'emploi du mercure dans les vaccins, n'est pas claire dans les autres États membres »[réf. non conforme].
Toutefois, le thiomersal a été réintroduit dans les vaccins multidoses contre la grippe A(H1N1) pandémique de 2009. La dose utilisée est « infime » selon l'AFSSAPS qui estime qu'un risque neurotoxique n'est pas établi à ces doses.

## Vaccins contenant du thiomersal
- Vaccins antigrippaux[82] :
  - Afluria multidose (CSL Biothérapies), États-Unis
  - Fluarix (GSK), États-Unis, Europe
  - FluLaval multidose (GSK), Canada
  - Fluviral multidose (GSK), Canada
  - Fluvirine (laboratoire Evans Medical/Novartis), États-Unis, Europe
  - Fluzone multidose (Sanofi Pasteur), États-Unis
  - Vaxigrip multidose (Sanofi Pasteur), Canada
  - Arepanrix H1N1 (GSK), Canada
  - Pandemrix (GSK), Belgique

## Toxicologie
À doses significatives[Combien ?], le thiomersal est très toxique par inhalation, par ingestion et par contact avec la peau (CE symbole de danger T +), avec un danger d'effet cumulatif.

Il est également très toxique pour les organismes aquatiques. Le mercure n'étant pas biodégradable, il peut causer à long terme des effets néfastes dans les milieux aquatiques (CE symbole de danger N).
Dans le corps, il est métabolisé ou dégradé en éthylmercure (C2H5Hg+) et thiosalicylate.
Il semble que peu d'études de la toxicité du thiomersal aient été faites chez l'Homme.
Concernant ses effets après inoculation, des expériences sur le modèle animal suggèrent que le thiomersal se dissocie rapidement en libérant de l'éthylmercure, peu après le moment de l'injection ; et que la biodisponibilité du mercure soit alors comparable à ce qu'elle est après une exposition à des doses équivalentes de chlorure d'éthylmercure (ru) ; c'est-à-dire que le système nerveux central et les reins sont alors les cibles des composés mercuriels, avec au-delà d'une certaine dose des symptômes de défaut de coordination motrice. Des signes et symptômes similaires ont été observés chez l'homme au cours d'intoxications accidentelles.
Les mécanismes précis d'action toxique de ce produit sont encore inconnus.[réf. nécessaire]
L'élimination de cette forme de mercure par l'organisme passerait essentiellement par l'excrétion fécale (donc avec contamination des effluents et eaux usées, pour des quantités qui peuvent commencer à paraître écotoxicologiquement significatives dans le cas d'une vaccination massive de cheptels animaux ou d'une ville ou d'un pays).
L'éthylmercure aurait une demi-vie dans le sang d'environ 18 jours, et de 14 jours environ dans le cerveau.
Le mercure inorganique métabolisé à partir de l'éthylmercure a une clairance beaucoup plus longue, d'au moins 120 jours ; cette forme du mercure semble bien moins toxique que le mercure sous forme inorganique produit à partir de vapeur de mercure et inhalé, pour des raisons encore mal comprises,.
L'évaluation des risques et effets sur le système nerveux humain a été faite sur la base d'extrapolations à partir de la relation dose-réponse pour le méthylmercure lequel (comme l'éthylmercure), après injection, circule dans tout le corps et se distribue dans tous les tissus de l'organisme, sans être bloqué ni freiné par la barrière hémato-encéphalique ni par la barrière placentaire.
Ces extrapolations faites à partir du méthylmercure ont incité les autorités sanitaires à faire retirer le thiomersal des vaccins pour enfants aux États-Unis (à partir de 1999). Depuis, il a été constaté que l'éthylmercure est métabolisé et éliminé du corps et du cerveau beaucoup plus rapidement que ne l'est le méthylmercure ; ce qui a fait dire à certains, à la fin des années 1990, que les évaluations des risques ont peut-être été trop prudentes.
Selon une étude publiée en 2008, la durée de demi-vie du mercure (sous cette forme) dans le sang serait, après la vaccination, en moyenne de 3,7 jours pour les nouveau-nés et les nourrissons, soit beaucoup plus courte que les 44 jours nécessaires à l'élimination de la moitié d'une dose inoculée ou ingérée de méthylmercure[réf. non conforme].
En février 2013, un article paru dans the Journal of Applied Toxicology, aborde de nouveau la toxicité comparée de l'éthylmercure et du méthylmercure. Ses conclusions, si elles devaient être confirmées par d'autres études, rendraient nécessaire une modification de l'appréciation du risque.

## Allergies
Du thiomersal est utilisé dans certains patchs de test de détection d'allergie utilisés chez des patients présentant des dermatites, conjonctivites ou d'autres types ou risques de réactions allergiques.
Selon une étude norvégienne de 2007, 1,9 % des adultes présentaient une réaction positive aux tests épicutanés au thiomersal, mais une prévalence plus importante (jusqu'à 6,6 %) de l'allergie de contact au thiomersal a été observée dans la population allemande testée. Au milieu des années 2000, le nombre d'allergies déclarées au thiomersal a baissé au Danemark, en raison de son exclusion de vaccins délivrés dans ce pays selon plusieurs auteurs.
Selon certains auteurs, des patients chez lesquels le thiomersal provoque une allergie cutanée peuvent néanmoins recevoir une vaccination intramusculaire plutôt que sous-cutanée,.
Une allergie de contact au thiomersal peut aussi bien être due au groupe acide thiosalicylique (apparenté à un produit de photosensibilisation du piroxicam) qu'à la composante mercurielle.

## Risques sanitaires
Les producteurs de vaccins ont utilisé du thiomersal comme agent conservateur dans les vaccins à partir des années 1930.
À la fin des années 1990, des préoccupations sont apparues concernant la possibilité d'effets secondaires graves. L'OMS, la FDA et l'Afssaps ont tous publié des rapports réaffirmant l'absence de preuves de la toxicité des vaccins contenant du thiomersal.
En 1999 aux États-Unis (à la suite d'une enquête de la FDA relative à la quantité de mercure dans les aliments), les services de la santé publique américains ont recommandé de limiter ou supprimer les dérivés mercuriels des vaccins. Dans le même temps une polémique se développait sur les impacts du mercure perdu par les amalgames dentaires, et des études montraient que des quantités significatives de mercure étaient absorbées via certains aliments (sous forme de méthylmercure dans les poissons notamment), incitant diverses autorités du domaine santé-environnement à encourager la prudence alimentaire, pour les femmes enceintes ou en âge de faire des enfants notamment. L'association de ces événements a provoqué une réaction dans une partie de la population, allant jusqu'à la création d'associations anti-mercure.
Dans le documentaire Silence, on vaccine, produit par l'Office national du film canadien et réalisé par Lina B. Moreco, deux chercheurs expliquent les résultats de leurs études à propos des risques liés à la présence de mercure dans les vaccins,,.

## Procédé de production
Le thiomersal est préparé par réaction entre le chlorure d'éthylmercure et l'acide Thiosalicylique.
En 2005, un article relevait dans les effluents des usines pharmaceutiques, des taux de thiomersal supérieurs aux normes européennes pour les rejets de mercure[réf. non conforme].

## Sulfo-merthiolate
En 1939, H.M. Powell and W.A. Jamieson, publient un article dans les comptes rendus de l’Indiana Academy of Science (en) sur les propriétés germicides du sulfo-merthiolate, également désigné comme timerfonate / thimerfonate / timerfon, et utilisé dans les années 1940-1950 comme désinfectant des œufs de poissons, notamment de truites d'élevage.
Le timerfonate / thimerfonate, C9H9HgNaO3S2, est utilisé dans les vaccins vétérinaires mais aussi humains[réf. non conforme].